# Stiliga Augusta
För folklustspelet som är filmens förlaga, se Stiliga Agusta.
Stiliga Augusta är en svensk komedifilm från 1946 i regi av Elof Ahrle. I titelrollen ses Ingrid Backlin.

## Handling
Åke arbetar som skådespelare och är mycket populär hos stadens damer. Han är förlovad med Marguerite, men hans känslor för henne har svalnat. En kvinna som i synnerhet uppskattar Åke är teatereleven Marianne. Som ett försök att öka sina möjligheter att lyckas som skådespelare tar hon anställning som hushållare hos Åkes familj och går där under namnet Augusta. Åke och Augusta förälskar sig i varandra och Åkes förlovning med Marguerite bryts.

## Om filmen
Filmens förlaga är pjäsen Stiliga Agusta av Gustaf af Geijerstam. Manuset skrevs av Torsten Quensel och musiken av Gunnar Johansson. Elner Åkesson var fotograf och Hans Gullander klippte filmen. Produktionsbolag var AB Centrumfilm och AB Rex Film och distributionsbolag AB Wivefilm. Filmen hade premiär den 4 november 1946 på biograferna Roxy i Gävle, Olympia i Borås och Saga i Helsingborg. Den är 78 minuter lång och barntillåten. Stockholmspremiär annandag jul samma år.
Stiliga Augusta har visats vid ett flertal tillfällen i SVT, bland annat 1994, 2001, 2017 och i augusti 2020.

## Rollista
- Åke Grönberg – Forceland, sergeant i amerikanska flygvapnet
- Emy Hagman – Hanna Åkerström, hembiträde
- Ingrid Backlin – Marianne Lundahl, även kallad Augusta Lundahl
- Bengt Logardt – Åke Sommer, skådespelare
- Thor Modéen – doktor Walter Sommer, far till Åke
- Ann-Margret Bergendahl – Marguerite, skådespelare
- Signe Wirff – Anna Sommer, mor till Åke
- Julia Cæsar – fru Hjulhammar, föreståndare för Hermes Platsbyrå
- Carl Hagman – teaterdirektör
- Ivar Kåge	– ryttmästare Karl-Gustav Lundahl, Mariannes far
- Naima Wifstrand – fru Lundahl, Mariannes mor
- Folke Hamrin – Fridolf Johannisson, specerihandlare
- Arne Källerud – portvakt

Ej krediterade
- Helge Karlsson – kund i speceriaffären
- Kurt Willbing – skådespelare
- Lillie Wästfeldt – fru Lindblom
- Stig Johanson – Forcelands kompis
- Helge Andersson – inspicient
- Nils Ekman – skådespelare
- Bertil Berglund – nervös patient
- Millan Olsson – middagsgäst
- Gottfrid Holde – middagsgäst
- Mimi Nelson – middagsgäst
- Karin Windahl – teaterbesökare och bröllopsgäst
- Otto Adelby – bröllopsgäst
- Lars Modéen – bröllopsgäst